# Великоскнитська сільська рада
Великоскни́тська сільська́ ра́да — адміністративно-територіальна одиниця та орган місцевого самоврядування у Славутському районі Хмельницької області. Адміністративний центр — село Великий Скнит.

## Загальні відомості
Великоскнитська сільська рада утворена в 1947 році.
- Територія ради: 39,79 км²
- Населення ради: 1 536 осіб (станом на 2001 рік)
- Територією ради протікає річка Мокрець

## Населені пункти
Сільській раді підпорядковані населені пункти:
- с. Великий Скнит
- с. Нараївка
- с. Рівки

## Склад ради
Рада складається з 16 депутатів та голови.
- Голова ради: Локайчук Василь Петрович
- Секретар ради: Шевчук Раїса Дмитрівна

### Керівний склад попередніх скликань
| Прізвище, ім'я, по батькові     | Основні відомості                                                 | Дата обрання | Дата звільнення |
| ------------------------------- | ----------------------------------------------------------------- | ------------ | --------------- |
| Гурський Анатолій Володимирович | Сільський голова, 1945 року народження, освіта вища               | ??.??.1994   | 26.03.2006      |
| Локайчук Василь Петрович        | Сільський голова, 1964 року народження, освіта вища               | 26.03.2006   | 31.10.2010      |
| Локайчук Василь Петрович        | Сільський голова, 1964 року народження, освіта вища, безпартійний | 31.10.2010   |                 |

Примітка: таблиця складена за даними сайту Верховної Ради України

### Депутати
За результатами місцевих виборів 2010 року депутатами ради стали:

#### За суб'єктами висування
| Суб'єкт висування | Кількість обраних депутатів | %    |
| ----------------- | --------------------------- | ---- |
| Самовисування     | 10                          | 62,5 |
| Народна партія    | 6                           | 37,5 |

#### За округами
| № округу       | Прізвище, ім'я, по батькові    | Дата визнання обраним | Освіта             | Партійна приналежність | Відомості про обраного депутата                                |
| -------------- | ------------------------------ | --------------------- | ------------------ | ---------------------- | -------------------------------------------------------------- |
| Народна Партія |                                |                       |                    |                        |                                                                |
| 1              | Борилюк Тетяна Миколаївна      | 01.11.2010            | середня спеціальна | член Народної партії   | тимчасово не працює                                            |
| 2              | Ющук Зоя Яківна                | 01.11.2010            | середня спеціальна | член Народної партії   | Нрараївський фельдшерсько-акушерський пункт, молодша медсестра |
| 6              | Шевчук Раїса Дмитрівна         | 01.11.2010            | середня спеціальна | член Народної партії   | лісокомунальне господарство, бухгалтер                         |
| 7              | Несен Марія Олександрівна      | 01.11.2010            | вища               | член Народної партії   | тимчасово не працює                                            |
| 10             | Кривошия Олександр Зіновійович | 01.11.2010            | середня            | член Народної партії   | фермерське господарство, директор                              |
| 13             | Гомонович Лариса Іванівна      | 01.11.2010            | вища               | член Народної партії   | Рівківська загальноосвітня школа І ст., вчитель                |
| Самовисування  |                                |                       |                    |                        |                                                                |
| 3              | Ющук Анатолій Миколайович      | 01.11.2010            | середня            | позапартійний          | Сільський будинок культури, завідувач                          |
| 4              | Борилюк Олександр Іванович     | 01.11.2010            | середня            | позапартійний          | Корпорація «Сварог», механізатор                               |
| 5              | Кирилюк Катерина Миколаївна    | 01.11.2010            | середня спеціальна | позапартійна           | відділення зв'язку, листоноша                                  |
| 8              | Локайчук Ананій Петрович       | 01.11.2010            | середня спеціальна | позапартійний          | корпорація «Сварог», головний зоотехнік                        |
| 9              | Оверчук Анатолій Петрович      | 01.11.2010            | вища               | позапартійний          | Великоскнитська загальноосвітня школа І-ІІІ ст., директор      |
| 11             | Шевчук Руслан Васильович       | 01.11.2010            | середня            | позапартійний          | корпорація «Сварог», обліковець                                |
| 12             | Шевчук Віктор Васильович       | 01.11.2010            | середня            | позапартійний          | корпорація «Сварог», охоронець                                 |
| 14             | Жилик Валентина Ростиславівна  | 01.11.2010            | вища               | позапартійна           | Великоскнитська сільська рада, секретар                        |
| 15             | Шевчук Валентина Іванівна      | 01.11.2010            | вища               | позапартійна           | Великоскитська загальноосвітня школа І-ІІІ ст., вчитель        |
| 16             | Матвійчук Інна Володимирівна   | 01.11.2010            | вища               | позапартійна           | Ганнопільський спиртзавод, бухгалтер                           |

## Господарська діяльність
Основним видом господарської діяльності населених пунктів сільської ради є сільськогосподарське виробництво.

## Населення
Згідно з переписом УРСР 1989 року чисельність наявного населення сільської ради становила 1830 осіб, з яких 823 чоловіки та 1007 жінок.
За переписом населення України 2001 року в сільській раді мешкало 1525 осіб.

### Мова
Розподіл населення за рідною мовою за даними перепису 2001 року:
| Мова       | Відсоток |
| ---------- | -------- |
| українська | 99,61 %  |
| російська  | 0,39 %   |